# Budapesti Goethe Intézet

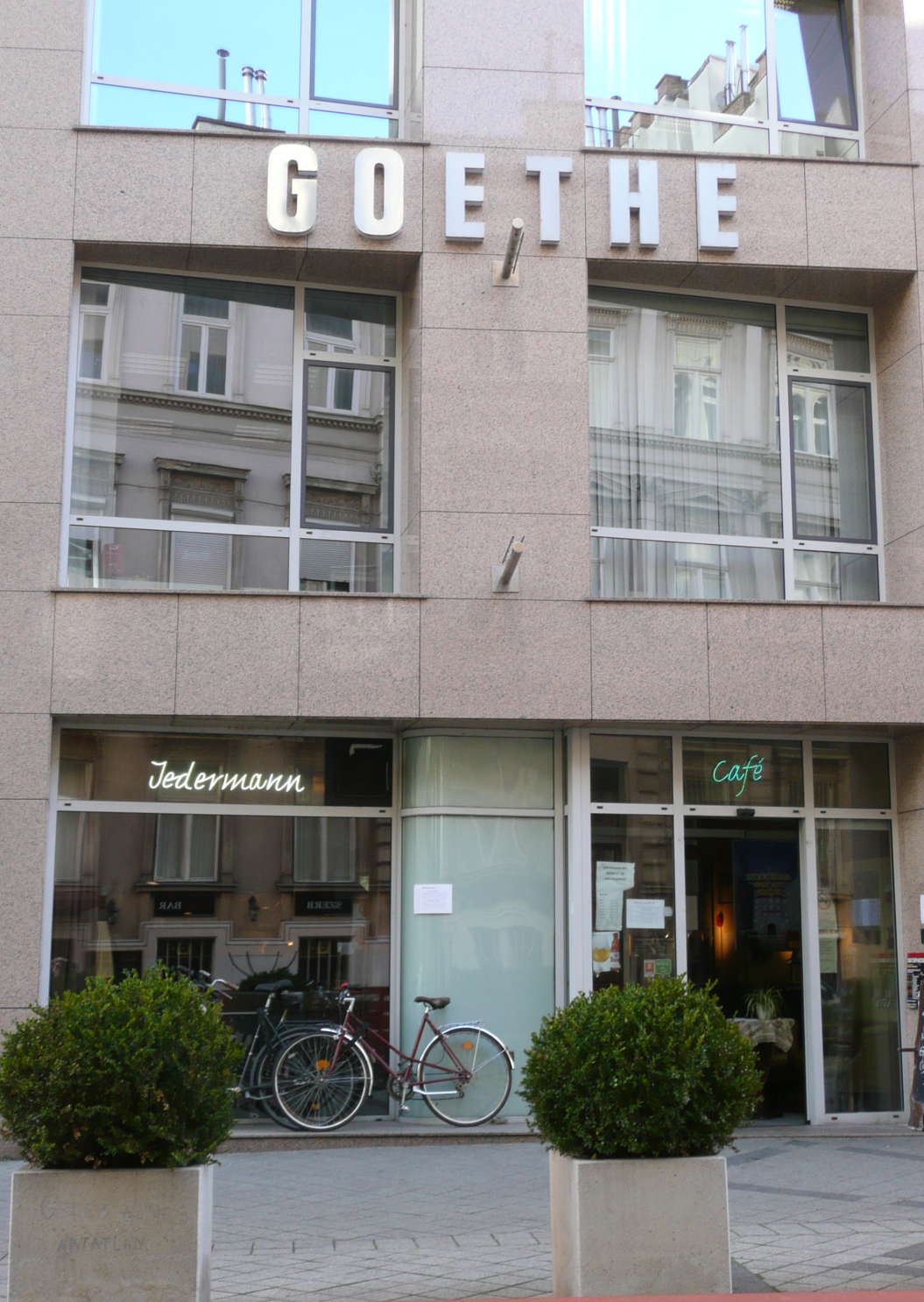
A Budapesti Goethe Intézet épülete (IX. kerület, Ráday utca 58.)

A Budapesti Goethe Intézet (németül: Goethe-Institut) a Németországi Szövetségi Köztársaság világszerte tevékeny kulturális intézményhálózatának magyarországi fiókja. Legfőbb feladata a német nyelv megismertetése és a nemzetközi kulturális együttműködés támogatása. Részlegei: a nyelviskola, a nyelvtanár-továbbképzés, a könyvtár és a kulturális programosztály, emellett átfogó Németország-képet közvetít a kulturális, társadalmi és politikai életről szóló információk révén.

## A Budapesti Goethe Intézet megalakulásának előzményei
Az 1977. július 6-i Magyar-NSZK Kulturális Egyezmény vetette fel először kulturális centrumok létesítését és az anyanyelvi lektorok, tanárok cseréjét. A két ország kormánya 1987. október 7-én rögzítette a kölcsönösen felállítandó kulturális és információs központokról szóló megállapodást. A Budapesti Goethe Intézetet 1988. március 10-én Hans-Dietrich Genscher külügyminiszter és Köpeczi Béla kulturális miniszter nyitotta meg.

## Székhelyek
A Budapesti Goethe Intézet 1988. március 10-én a Kecskeméti utca 7. szám alatt nyílt meg. 1992. február 18-án átköltözött az Andrássy út 24. szám alá. 2006 februárjától a IX. kerületi Ráday utca 58.-ban működik.

## A Budapesti Goethe Intézet vezetői

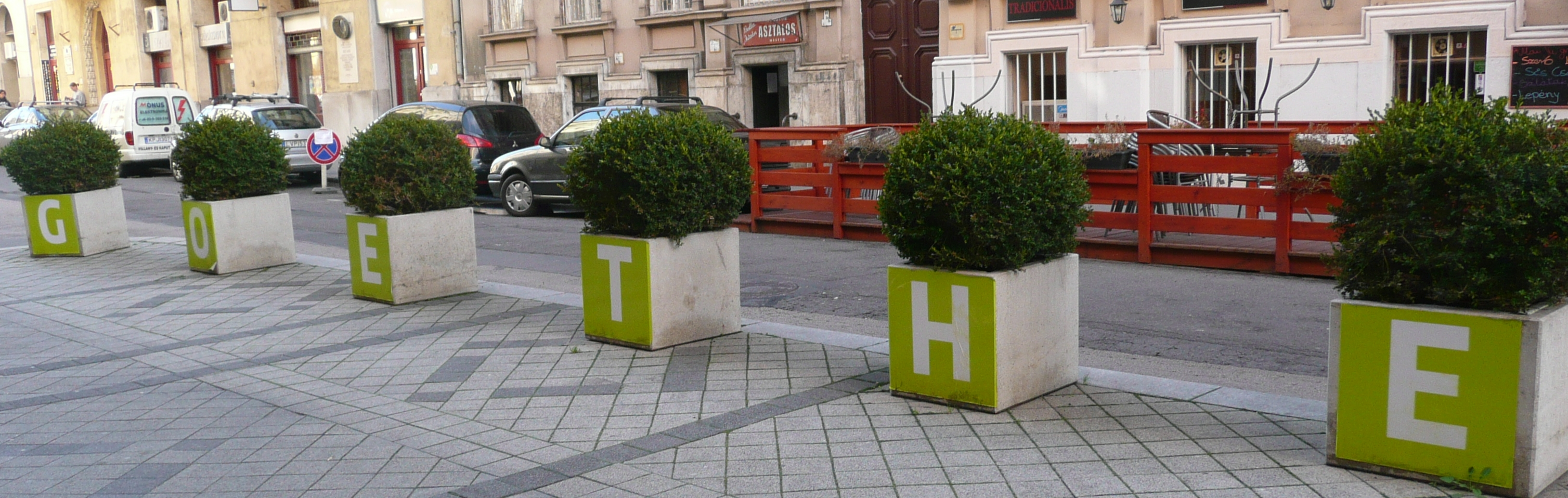
Virágládák a Budapesti Goethe Intézet bejáratával szemben

### Igazgatók
| Időszak   | Igazgató                      |
| --------- | ----------------------------- |
| 1988-1992 | Dr. Egon Graf von Westerholt  |
| 1992-1996 | Dr. Barbara Sietz             |
| 1996-2001 | Wolfgang Meissner             |
| 2001-2005 | Dr. Brigitte Kaiser-Derenthal |
| 2006-2009 | Dr. Gabriele Gauler           |
| 2009-2011 | Nikolaus Hamm                 |
| 2011-2015 | Jutta Gehrig                  |
| 2015-2019 | Michael Müller-Verweyen       |
| 2019-2023 | Dr. Evelin Hust               |
| 2023-     | Miriam Bruns                  |

### Igazgatóság 2015 szeptemberétől[6]
| Miriam Bruns        | igazgató                                     |
| Stefan Brunner      | igazgatóhelyettes, a nyelvi osztály vezetője |
| Dr. Nagy Márta      | a kulturális osztály vezetője                |
| Ursula Kanyó        | könyvtárvezető                               |
| Balázs-Lajkó Andrea | a gazdasági osztály vezetője                 |

## Szintek és vizsgák
A Goethe Intézet nyelvvizsgái világszerte széles körben ismertek, a nyelvvizsgák alapján megszerzett bizonyítványokat a munkáltatók, valamint továbbképzési intézmények számos országban örömmel fogadják a minőségi tudás igazolásaként. A Goethe Intézet német nyelvvizsgái a Közös Európai Nyelvi Referenciakeret (GER) szintjeihez igazodnak a kezdők számára szolgáló A1 szinttől a C2 legmagasabb nyelvi szintig.
| Szint | Szintek a Közös Európai Referenciakeret szerint | Vizsgák                                                                    |
| ----- | ----------------------------------------------- | -------------------------------------------------------------------------- |
| A1    | Alapszintű nyelvhasználat                       | Start Deutsch 1 felnőtt vizsga/Fit in Deutsch 1 ifjúsági vizsga            |
| A2    | Alapszintű nyelvhasználat                       | Start Deutsch 2 felnőtt vizsga/Fit in Deutsch 2 ifjúsági vizsga            |
| B1    | Önálló nyelvhasználat                           | Goethe-Zertifikat B1 államilag elismert alapfok felnőtt és ifjúsági vizsga |
| B2    | Önálló nyelvhasználat                           | Goethe-Zertifikat B2 államilag elismert középfok                           |
| C1    | Kompetens nyelvhasználat                        | Goethe-Zertifikat C1 államilag elismert felsőfok                           |
| C2    | Kompetens nyelvhasználat                        | Goethe-Zertifikat C2 Großes Deutsches Sprachdiplom (GDS)                   |

## Könyvtár
A könyvtár Magyarországon egyedülálló gyűjteménnyel rendelkezik. Minden beiratkozó olvasó olyan olvasójegyet kap, amellyel nemcsak a Budapesti Goethe Intézetből, hanem a budapesti Francia Intézet médiatárából is kölcsönözhet. Így mintegy 7 ezer német és több mint 35 ezer francia nyelvű könyv, hangoskönyv, dvd, cd és cd-rom áll az érdeklődők rendelkezésére. 

### Kiemelt gyűjtőkörök
- kortárs német nyelvű irodalom
- társadalompolitika
- filozófia, Németország kultúrája és történelme
- német nyelv és német, mint idegen nyelv

### További kínálat
- hetilapok, folyóiratok
- online adatbankok
- DVD-k
- szabad internet és WIFI hozzáférés

### E-kölcsönzés
A könyvtárban lehetőség van e-kölcsönzésre is, amellyel digitális dokumentumokat, mint pl. e-könyveket, e-hangzóanyagokat, e-folyóiratokat lehet kölcsönözni meghatározott időre úgy, hogy egy internetes felületről lehet letölteni őket.

## Díjak, kitüntetések

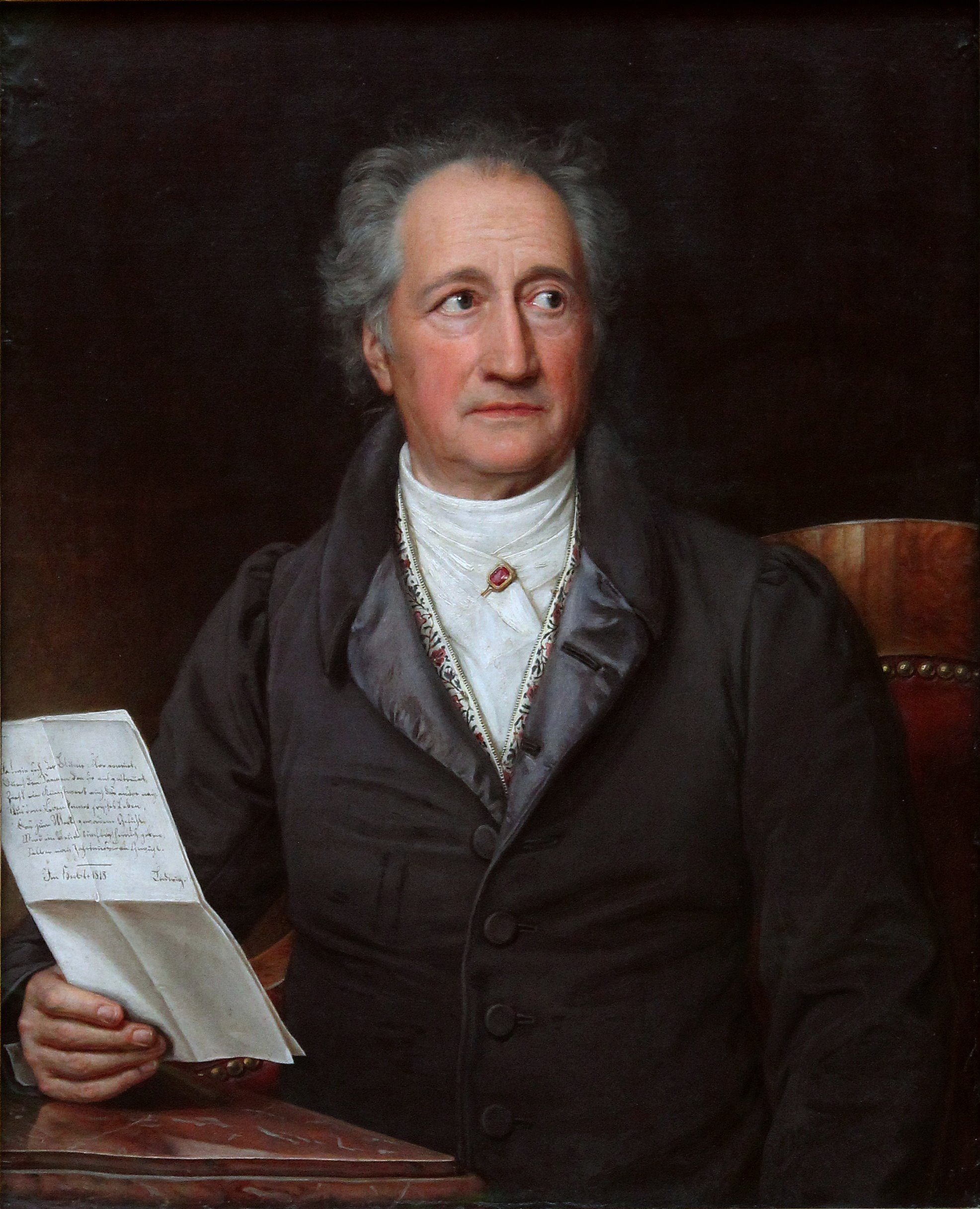
Joseph Karl Stieler: Goethe (1828)

### A Goethe-érem magyar kitüntetettjei
- 1984 Dr. Mádl Antal
- 1994 Szabó István
- 2000 Konrád György
- 2004 Kertész Imre
- 2007 Tandori Dezső
- 2010 Heller Ágnes
- 2018 Eötvös Péter
- 2023 OFF-Biennále Budapest

### A Budapesti Goethe Intézet Magyarországon kitüntetett munkatársai

#### Magyar Köztársasági Arany Érdemkereszt
- 1999 Anne Meichssner
- 2007 Helmut Hofmann

#### Pro Cultura Hungarica
- 1996 Dr. Rainer Paul

### A Budapesti Goethe Intézet kitüntetése
- 2002 Budapestért díj

## Being Faust - Enter Mephisto
A 2015-ös év egyik legjelentősebb kulturális programja a Budapesti Goethe Intézet, a Katona József Színház és a dél-koreai NOLGONG játékfejlesztő cég közös játéka volt. A „Being Faust – Enter Mephisto” egy olyan online és közösségi médiaelemekkel bővített valós játék, amely Johann Wolfgang von Goethe Faust című drámájára épül. A projekt különböző valós és virtuális játékelemek ötvözésével arra készteti a résztvevőket, hogy új nézőpontból tekintsenek önmagukra és digitális környezetükre, összemérjék magukat a világszerte játszó többi játékossal és magával az eredeti drámával is közelebbi kapcsolatba kerüljenek. A játék 2015. március 10-11-én került megrendezésre összesen 5 alkalommal a Katona József Színház Sufnijában felépített installációban.

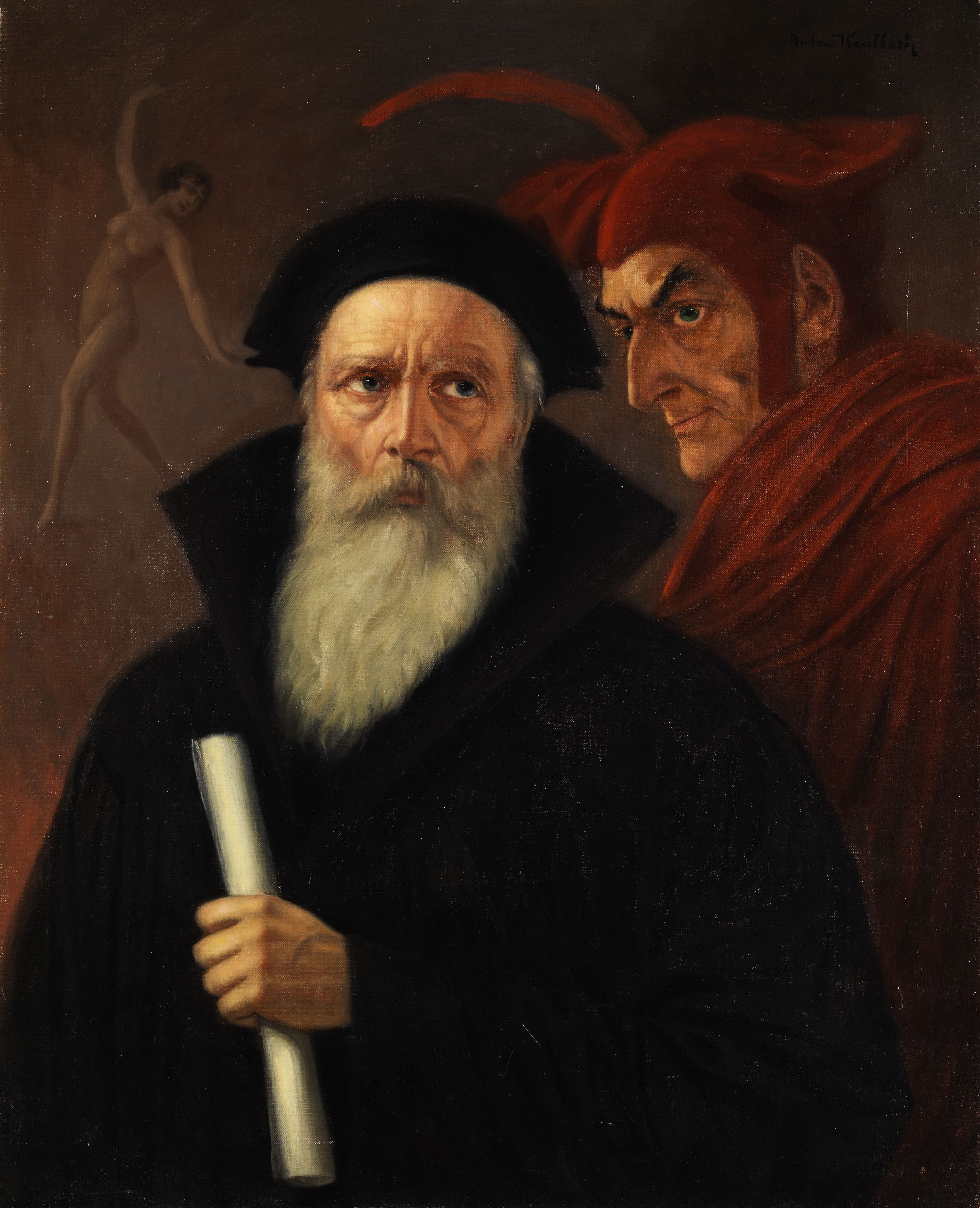
Anton Kaulbach: Faust és Mephisto

Ennek az innovatív projektnek, melyet a koreai Goethe Intézet és a NOLGONG dolgozott ki, az volt a kiindulópontja, hogy a digitális korban Faust és Mephisto találkozása miként és milyen eszközök segítségével valósulhatna meg. A játék az eredeti dráma mai interpretációjából indul ki. Az előkészítő munkálatok 2013-ban kezdődtek, az első nyilvános bemutató 2014. szeptember 1-jén volt Szöulban. Innen nem sokkal később a dél-afrikai Johannesburg „A MAZE." fesztiváljára utazott tovább, 2014 végén a hongkongi Fringe Clubban és a szöuli Világ Kultúráinak Fesztiválján mutatkozott be a projekt.
2015-ben Prágában, Budapesten és Vilniusban vendégszerepelt a játék. A távlati tervekben olyan rendezvényeket is terveznek, amikor a résztvevők egyidejűleg több helyszínen játszanak egymással.